# Павлино (Московская область)
Павлино — деревня в городском округе Балашиха Московской области. Население — 3619 чел. (2021).

## География
Деревня Павлино расположена в южной части городского округа Балашиха. Высота над уровнем моря 134 м. Рядом с деревней протекает река Пехорка. В деревне 6 улиц — Воскресенская, Кагул, Мещерская, Родниковая, Румянцевская, Троицкая. Ближайший населённый пункт — деревня Фенино.

## История
В 1926 году деревня входила в Фенинский сельсовет Разинской волости Московского уезда Московской губернии.
С 1929 года — населённый пункт в составе Реутовского района Московского округа Московской области. 19 мая 1941 года районный центр был перенесён в Балашиху, а район переименован в Балашихинский. До муниципальной реформы 2006 года деревня входила в состав Черновского сельского округа Балашихинского района. После образования городского округа Балашиха деревня вошла в его состав.

## Население
| 1926 | 2002 | 2006 | 2010 | 2021  |
| ---- | ---- | ---- | ---- | ----- |
| 236  | ↘66  | →66  | ↗96  | ↗3619 |

В 1926 году в деревне проживало 236 человек (112 мужчин, 124 женщины), насчитывалось 53 хозяйства, из которых 34 было крестьянских. По переписи 2002 года — 66 человек (34 мужчины, 32 женщины).